# Badminton bei den Canada Games 2003
Bei den Canada Games 2003 in New Brunswick wurden im Winter 2003 fünf Einzeldisziplinen und ein Teamwettbewerb im Badminton ausgetragen. Die Spiele fanden vom 22. Februar bis zum 8. März 2003 statt.

## Sieger und Platzierte
| Disziplin    | Gold                                | Silber                      | Bronze                                   |
| ------------ | ----------------------------------- | --------------------------- | ---------------------------------------- |
| Herreneinzel | Sam Smith                           | Kyle Foley                  | Tye Reidie                               |
| Dameneinzel  | Lindsay Smith                       | Valérie St. Jacques         | Sarah MacMaster                          |
| Herrendoppel | Alexandre Tremblay Mathieu Laforest | Sam Smith Jon Vandervet     | Tye Reidie Brandon Kot                   |
| Damendoppel  | Chloe Lennox Jennifer Lam           | Sophie Jutras Valérie Loker | Julie Lavoie Florence Lavoie             |
| Mixed        | Tom Lucas Valérie Loker             | Brandon Kot Tiffany Chan    | Louis-Laurent Trudel Valérie St. Jacques |
| Mannschaft   | Québec                              | Alberta                     | Ontario                                  |